# Volodymyr Zelensky
Volodymyr Olexandrovytch Zelensky (em ucraniano: Володимир Олександрович Зеленський; Kryvy Rih, 25 de janeiro de 1978) é um político, ator, roteirista e diretor ucraniano. É o atual presidente da Ucrânia, cargo para o qual foi empossado em 20 de maio de 2019.
Zelensky nasceu e cresceu em Kryvy Rih, uma região localizada no sudeste da Ucrânia. Concluiu a graduação em direito pelo Instituto de Economia de Kryvy Rih, mas não exerceu funções jurídicas. Ainda na juventude iniciou sua carreira como comediante e fundou o grupo Kvartal95, que produziu filmes, desenhos e programas de televisão como a série Servo do Povo, onde Zelensky faz o papel de presidente da Ucrânia. A série durou de 2015 a 2018 e foi extremamente popular. Em março de 2018, integrantes do Kvartal95 registraram um partido político com o mesmo nome do programa.
Em dezembro de 2018, Zelensky anunciou sua candidatura para a eleição presidencial ucraniana de 2019. Zelensky apresentou uma plataforma de campanha sobretudo antissistema. No segundo turno, derrotou o presidente Petro Poroshenko, alcançando 73% dos votos. Na presidência, defendeu o governo eletrônico e a união entre as populações falantes de russo e ucraniano do país. Utilizou as redes sociais como seu principal meio de comunicação, principalmente o Instagram. Seu partido obteve uma vitória esmagadora nas eleições antecipadas do legislativo que ocorreram logo após sua posse.
Durante seu governo, Zelensky propôs reformas em diversas áreas, incluindo agrária, eleitoral, política e judicial. Entre as medidas promulgadas, extinguiu a imunidade legal dos membros do Conselho Supremo da Ucrânia e introduziu a possibilidade de convocação de referendos. Também sancionou uma legislação alegadamente para desoligarquiar o país. Zelensky prometeu acabar com a Guerra Russo-Ucraniana e tentou dialogar com o presidente russo Vladimir Putin. No entanto, houve uma escalada de tensões com a Rússia que culminou em uma invasão em fevereiro de 2022. O gerenciamento de Zelensky durante a ofensiva militar rendeu-lhe ampla admiração internacional, tendo sido descrito como um símbolo da resistência ucraniana.

## Juventude, família e educação

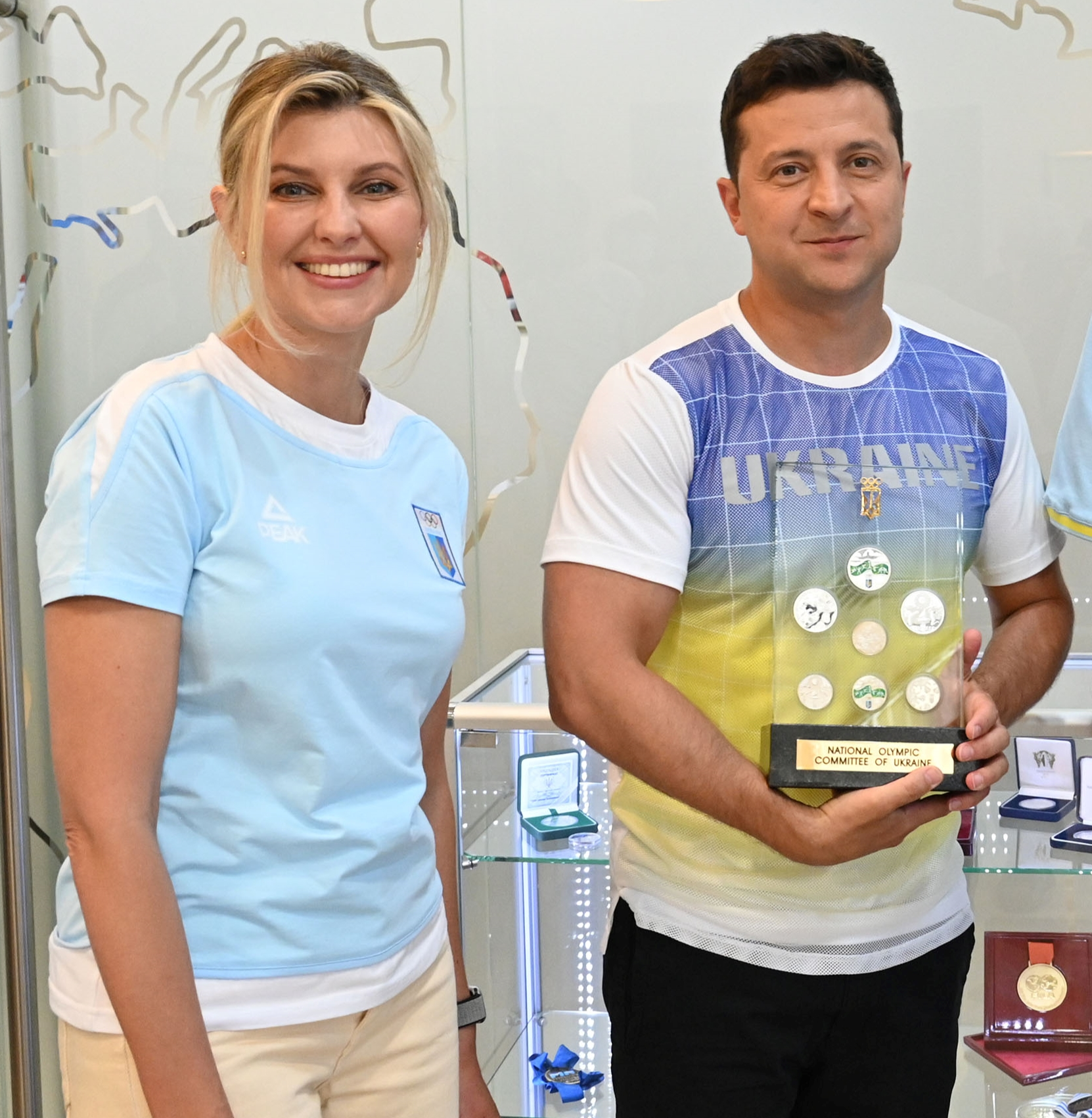
Zelensky e sua esposa Olena, em 2021

Volodymyr Oleksandrovych Zelensky é filho de um casal de judeus. Nasceu em 25 de janeiro de 1978 na cidade de Kryvy Rih, então parte da República Socialista Soviética da Ucrânia. Seu pai, Oleksandr Zelensky, é um matemático e professor, além de responsável pelo departamento de cibernética do Instituto de Economia de Kryvy Rih. Sua mãe, Rymma Zelenska, era engenheira. Seu avô paterno, Semyon (Simon) Ivanovych Zelensky, serviu no Exército Vermelho durante a Segunda Guerra Mundial; o pai de Semyon e três irmãos foram mortos no Holocausto. Além de Semyon, uma avó de Zelensky escapou dos nazistas ao ser evacuada para o Cazaquistão.
Zelensky referiu que cresceu em uma "família judia soviética comum", não muito religiosa, eis que a religião era reprimida pela União Soviética. Quando era criança, sua família se mudou para a cidade de Erdenet, na Mongólia, diante de compromissos profissionais de Oleksandr. Ali a família permaneceu durante quatro anos e Zelensky aprendeu a língua mongol, embora posteriormente afirmou que, por conta da falta de prática, não sabia mais pronunciar nenhuma palavra em mongol. Também é um falante nativo de russo, assim como muitos moradores da região de Dnipropetrovsk, e atingiu fluência em ucraniano e inglês.
Após quatro anos na Mongólia, Zelensky e sua família retornaram para Kryvy Rih, onde ingressou no ensino primário. Durante a juventude, tinha a aspiração de ser guarda fronteiriço; posteriormente, desejava seguir carreira diplomática. Aos 16 anos, foi aprovado no Teste de Inglês como uma Língua Estrangeira e recebeu uma bolsa de estudos para estudar em Israel, mas seu pai não permitiu a mudança para aquele país. Em 1995, matriculou-se no Instituto de Economia de Kryvy Rih e graduou-se em Direito por esta instituição em 2000. Zelensky não exerceu nenhuma atividade jurídica.
Em 2003, Zelensky se casou com Olena Zelenska. Ambos eram colegas de escola em Kryvy Rih, embora só se conheceram durante a universidade. Relacionaram-se durante oito anos antes do casamento. Tiveram dois filhos: Oleksandra, nascida em julho de 2004, e Kyrylo, nascido em janeiro de 2013.
Em 2021, a Pandora Papers revelou uma rede de empresas offshore fundada e mantida por Zelensky e pessoas próximas. Entre as disposições financeiras estavam pelo menos dez empresas que lhe pagaram dividendos (cujo montante permanecia desconhecido) após a sua chegada à presidência. Através destas empresas, mantinha a propriedade de bens imobiliários de luxo no centro de Londres. Zelensky alegou que fez isso para evitar que os seus programas de TV satíricos fossem "influenciados pela política" e enfatizou que nem ele nem qualquer membro do Kvartal95 estava envolvido com lavagem de dinheiro.

## Carreira no entretenimento

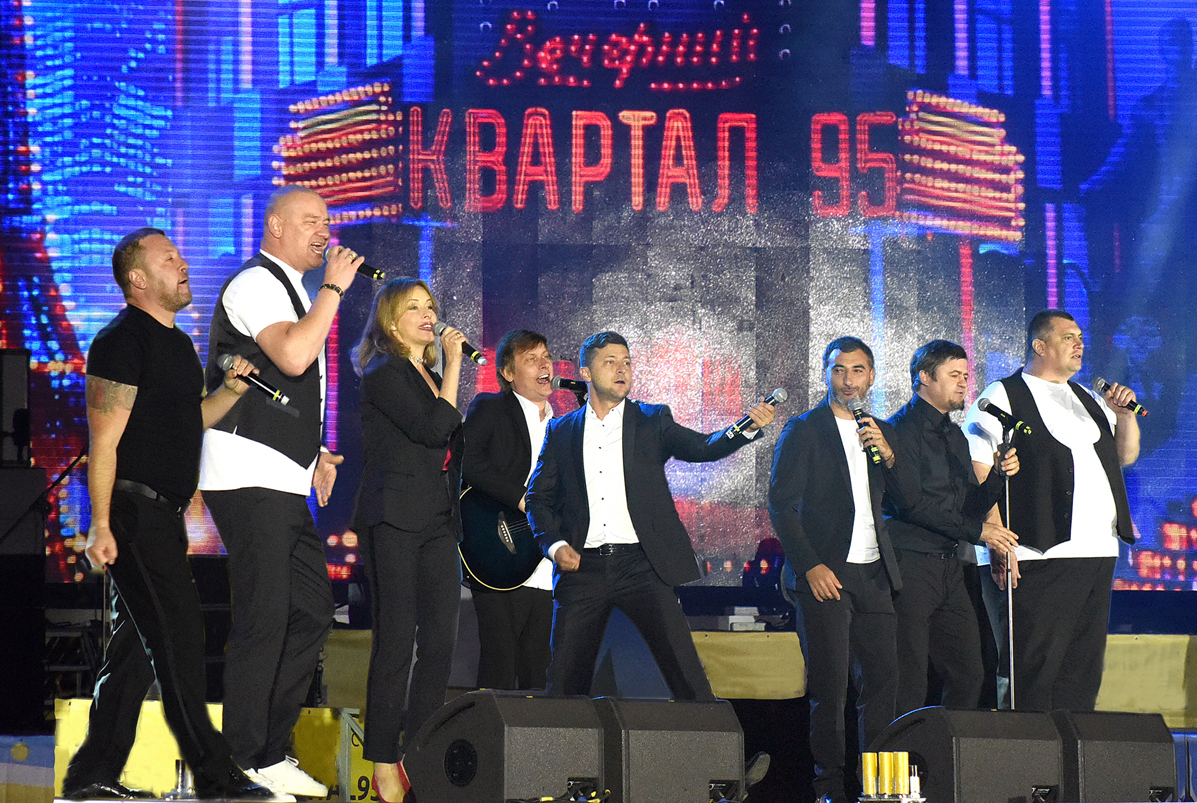
Zelensky (ao centro) em uma performance do Kvartal 95, em 2018

Aos 17 anos de idade, Zelensky ingressou em uma equipe da Klub Vesyólykh i Nakhódchivykh (KVN), traduzido em língua portuguesa para "Clube das Pessoas Divertidas e Inventivas". Trata-se de uma competição de humor criada em 1961 em que seus participantes são geralmente estudantes universitários. Sua equipe venceu a competição em 1997 e, no mesmo ano, criou sua própria equipe, a Kvartal 95. De 1998 a 2003, o Kvartal 95 atuou na liga principal da KVN, levando os membros da equipe a passarem muito tempo em Moscou e a realizarem excursões nos antigos países soviéticos. Em 2003, a Kvartal 95 começou a produzir programas televisivos para o canal de TV ucraniano 1+1 e, em 2005, a equipe mudou-se para o canal ucraniano Inter.
Em 2008, Zelensky estrelou o longa-metragem Love in the Big City e sua sequência Love in the Big City 2. Nos anos a seguir, participou dos filmes Office Romance. Our Time (2011), Rzhevsky Versus Napoleon (2012), Love in the Big City 3 (2014) e 8 First Dates (2012, 2015 e 2016). De 2010 a 2012, integrou o conselho administrativo e ocupou o cargo de produtor-geral do canal de televisão Inter.
Em 2014, Zelensky manifestou-se contrariamente à intenção do Ministério da Cultura ucraniano de banir artistas russos do país. A partir de 2015, os ucranianos começaram a banir obras culturais da Rússia. Em 2015, os russos baniram o filme Love in the Big City 2, estrelado por Zelensky. Quando a mídia ucraniana relatou que a Kvartal 95 havia doado recursos financeiros ao exército do país, alguns políticos russos demandaram a proibição de suas obras na Rússia.
Em 2015, Zelensky se tornou a estrela da série de televisão O Servo do Povo, interpretando o papel de presidente da Ucrânia. Seu personagem era um professor de história do ensino médio na casa dos 30 anos que ganhou a eleição presidencial depois que um vídeo viral o mostrou fazendo um discurso contra a corrupção do governo ucraniano. A série tornou-se o programa com maior audiência do país.

## Campanha presidencial de 2019

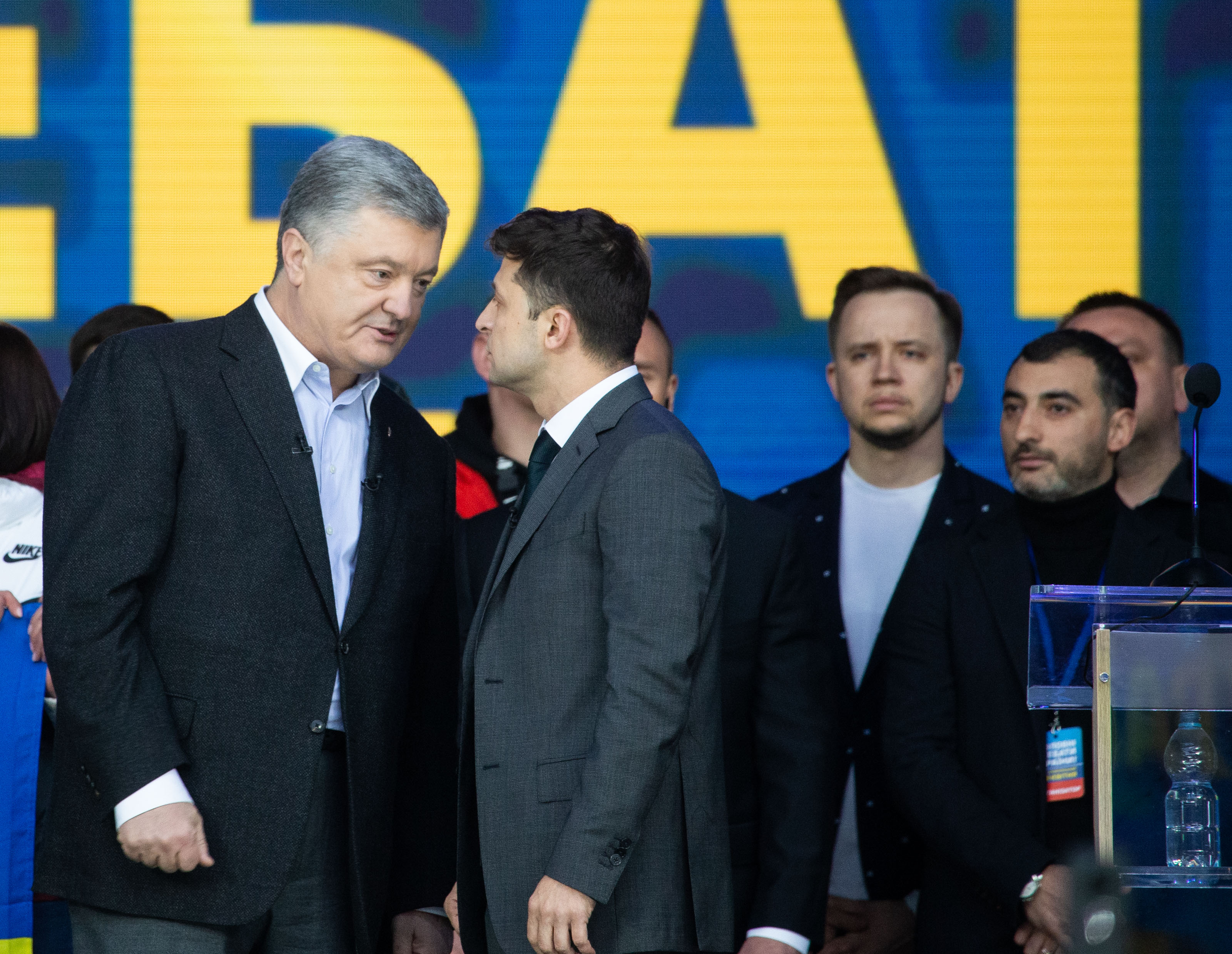
Zelensky e o presidente Petro Poroshenko em 19 de abril de 2019

Em março de 2018, membros do Kvartal95 registram o Servo do Povo como um partido político. No mesmo ano, Zelensky tinha em torno de 10% das intenções de votos para a eleição presidencial de 2019. Em 31 de dezembro de 2018, no especial de final de ano do canal 1+1, anunciou sua candidatura à presidência. Sua campanha foi quase que inteiramente virtual, através das redes sociais, evitando engajar-se em entrevistas com jornalistas. Zelensky rapidamente assumiu a liderança nas pesquisas de opinião.
A ascensão de Zelensky nas pesquisas foi fruto da rejeição às elites e aos políticos, vistos por boa parte da população como incapazes de superar as dificuldades econômicas e os escândalos de corrupção. Além de cultivar a imagem de outsider, defendeu a renovação da política e o combate à corrupção. Afirmou que buscaria diminuir a burocracia, promover a meritocracia na escolha dos cargos governamentais, despolitizar o Poder Judiciário e eliminar o foro privilegiado dos deputados, juízes e do presidente. Propôs ainda estipular a realização de referendos e afirmou que não seria candidato à reeleição.

Mapa com os resultados do segundo turno

Na política externa, Zelensky externou o desejo de terminar com a guerra com a Rússia, assim como a retirada das forças militares russas no país e de exigir uma compensação pelos conflitos. Zelensky prometeu manter a aproximação com o mundo ocidental e defendeu a entrada da Ucrânia na União Europeia (UE) e na Organização do Tratado do Atlântico Norte (OTAN). Não obstante, preferia que ambas as questões fossem decididas em um referendo.
No primeiro turno, no final de março, Zelensky recebeu 30,2% dos votos, superando o presidente Petro Poroshenko, que atingiu 15,9%, e Iúlia Timochenko, com 13,4%. O presidente Poroshenko então buscou explorar a inexperiência política de Zelensky, afirmando que seria o único capaz de enfrentar a Rússia e garantir a integridade territorial ucraniana. Também foi questionada sua ligação com o oligarca bilionário Ihor Kolomoyskyi.
Zelensky foi eleito presidente em 21 de abril, derrotando Poroshenko com facilidade. Em uma votação com participação de 62,8% dos eleitores, alcançou 13,5 milhões de votos, ou 73,22%, ante os 4,5 milhões de votos do presidente incumbente, correspondente a 24,45%. Zelensky venceu em quase todas as regiões, salvo em Lviv; nas demais, atingiu 60% em Kiev, 70% na região de Kiev, 86% em Kharkiv e 89% em Luhansk. Em seu discurso de vitória, declarou: "Embora eu ainda não seja presidente, posso falar como cidadão da Ucrânia: a todos os países da antiga União Soviética, olhe para nós. Tudo é possível."

## Presidente da Ucrânia

### Posse e primeiros dias

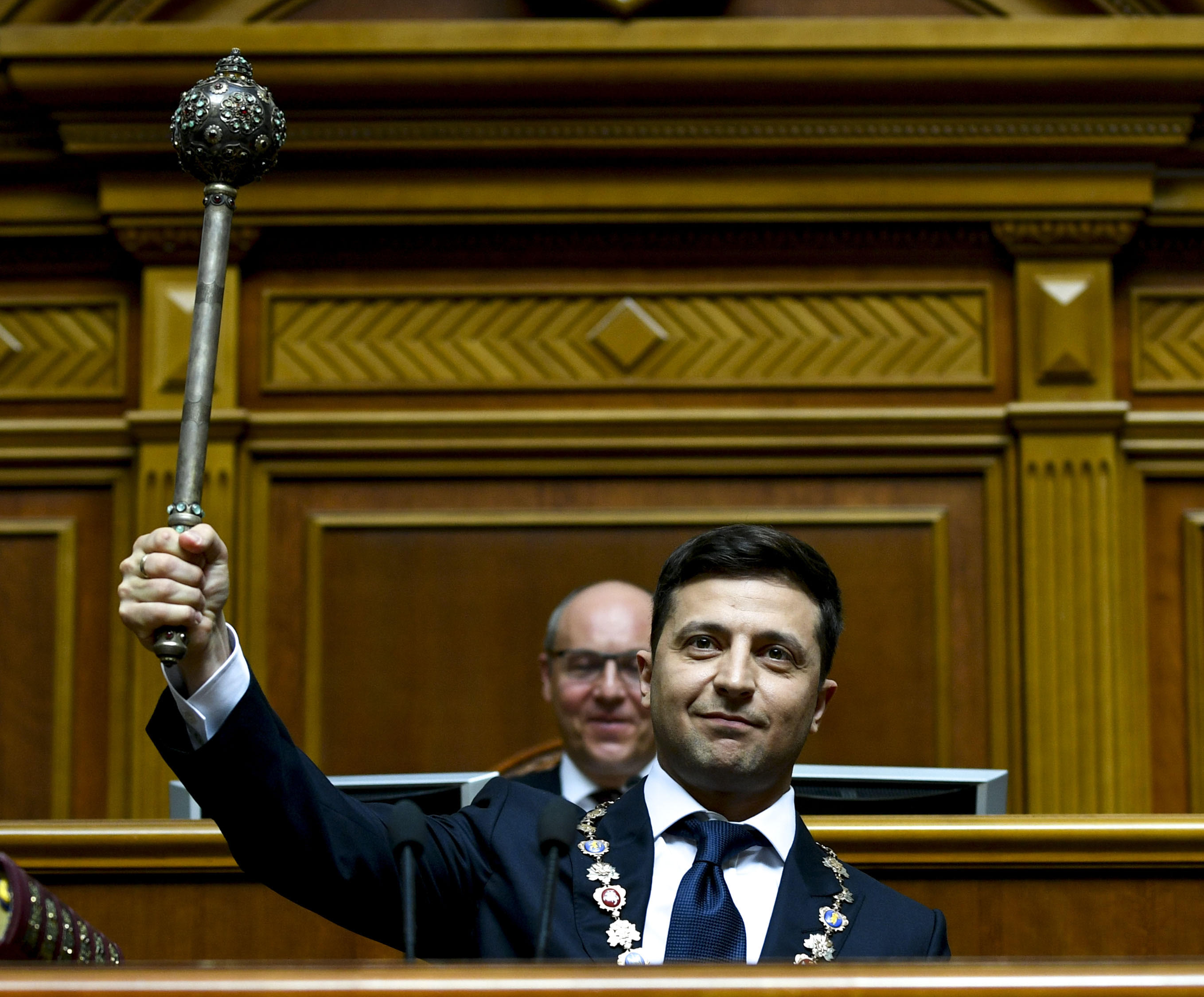
Cerimônia de posse de Zelensky na presidência ucraniana

Zelensky foi empossado como presidente da Ucrânia em 20 de maio de 2019. Tornou-se o presidente mais jovem da história do país, o primeiro judeu e o sexto desde sua independência. Em seu discurso de posse, anunciou a dissolução do Parlamento (Verkhovna Rada) e convocação de eleições legislativas antecipadas. Na formação de seu governo, escolheu Andriy Bohdan como seu assessor mais importante; Bohdan era funcionário do controverso bilionário Ihor Kolomoyskyi. Antigos membros do Kvartal95 foram nomeados para cargos-chave. Ivan Bakanov, ex-CEO do grupo, foi designado para a chefia do Serviço de Segurança.
Na primeira semana de governo, o Parlamento rejeitou sua proposta de alterar a legislação eleitoral. Zelensky propunha mudar o sistema de maioria simples para o de representação proporcional, com lista fechada, além de reduzir a cláusula de barreira de 5% para 3%. A proposta necessitava de 226 votos (metade dos 450 deputados), mas alcançou apenas 92 votos a favor. Em junho, os parlamentares rejeitaram outras duas propostas do presidente: a remoção dos ministros das Relações Exteriores e da Defesa e do chefe do Serviço de Segurança e a responsabilização criminal por atos de enriquecimento ilícito.
Em julho de 2019, o Servo do Povo, partido do presidente, venceu as eleições legislativas, conquistando a primeira maioria absoluta na história política da Ucrânia. O partido recebeu 43% dos votos válidos, elegendo 254 deputados. O partido Plataforma de Oposição - pela Vida ficou em um distante segundo lugar, com 13% dos votos e 43 cadeiras. Os partidos liderados por Yulia Tymoshenko e Poroshenko tiveram 8% dos votos cada e elegeram 26 e 25 parlamentares, respetivamente. A revista The Economist pontuou que os resultados refletiam o desgosto dos eleitores com sua elite dominante e deram fôlego às reformas defendidas por Zelensky.

### Política doméstica

#### Reformas eleitoral e política
O presidente Zelensky introduziu uma agenda reformista que incluiu alterações nos processos eleitorais e políticos. Em setembro de 2019, sancionou mudanças na legislação sobre o impeachment presidencial. O jornalista Mikhail Minakov considerou que as modificações tornaram "impossível" remover um presidente do cargo. Em dezembro, o Parlamento aprovou o código eleitoral proposto por Zelensky. As normas estabeleceram um sistema de votação por representação proporcional com listas partidárias abertas para eleições parlamentares e locais. Também eliminou o voto distrital e estabeleceu cota de gênero de 40% para parlamentares mulheres, que naquele momento detinham 20% das cadeiras.
Em setembro de 2019, Zelensky sancionou a emenda à Constituição que extinguiu o foro privilegiado de parlamentares. As normas existentes impediam a detenção ou responsabilização dos deputados sem o consentimento do Parlamento. A falta de autorização parlamentar impedia investigações de deputados mesmo em face de claras evidências de cometimento de crimes. A proposta já havia sido apoiada pelo presidente anterior, Poroshenko, que a apresentou em 2017. Durante a campanha, Zelensky comprometeu-se ainda a eliminar o foro privilegiado de juízes e do presidente, mas a ideia não avançou.
Em 2021, Zelensky sancionou a introdução dos referendos a nível nacional. De acordo com a nova legislação, um referendo poderia ser convocado para decidir temas de importância nacional, incluindo mudanças no território do país. Não poderia debater questões que violassem a Constituição, a Declaração Universal dos Direitos Humanos, a Convenção Europeia dos Direitos Humanos e a independência e a soberania da Ucrânia.

#### Relações com a imprensa

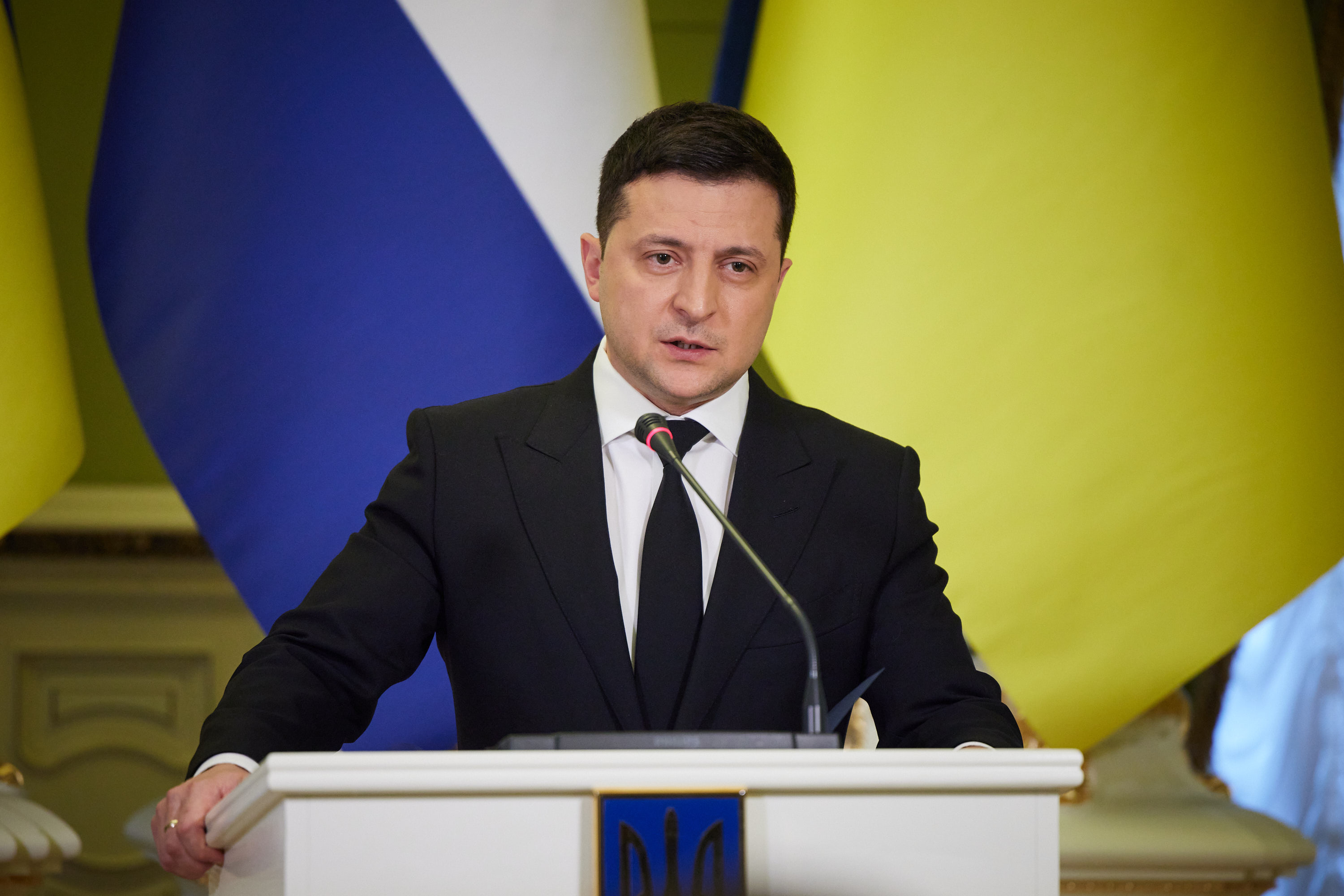
Zelensky durante entrevista

O partido Servo do Povo propôs reformas nas leis de mídia com a intenção de aumentar a concorrência e afrouxar o domínio dos oligarcas ucranianos nas emissoras de televisão e de rádio. Os críticos alegaram que a proposta poderia aumentar o risco de censura pois a previsão de responsabilização criminal pela distribuição de desinformação poderia ser má utilizada. Zelensky defendeu a necessidade de combater notícias falsas e a propaganda russa – para tanto, propôs impedir que cidadãos russos possuíssem ou financiassem veículos midiáticos.
Entre 10 e 11 de outubro de 2019, Zelensky realizou a mais longa entrevista coletiva da história mundial, com duração de 14 horas. O recorde foi registrado no Guinness Book e superou o previamente estabelecido por Alexander Lukashenko. O presidente respondeu a cerca de 500 perguntas, formuladas por 300 jornalistas.
Durante seu mandato, Zelensky impôs sanções a veículos midiáticos pró-Rússia. Em 2021, baniu os canais 112 Ukraine, NewsOne e ZIK, que pertenciam a Taras Kozak e Viktor Medvedchuk, aliado de Putin. As restrições incluíram bloqueio de ativos, prevenção de saídas de capital para fora do país, suspensão de obrigações econômicas e financeiras e revogação das licenças de concessão. Zelensky defendeu as ações como sendo necessárias para evitar a "agressão russa" e a desinformação, mas reconheceu que sanções contra veículos de imprensa eram uma "decisão difícil para qualquer governo, exceto um autoritário."

#### Reforma agrária
Uma das metas de Zelensky em seu primeiro ano como presidente era a reforma agrária. Em 2001, foi sancionada a proibição da venda de terras agrícolas, sob o argumento de que era necessário regulamentar o mercado e impedir que fosse tomado por estrangeiros. A moratória foi prorrogada nos anos seguintes. Seus apoiadores argumentavam que a proibição evitava a monopolização do mercado e garantia a autonomia nacional, enquanto seus opositores previam um considerável aumento dos investimentos com seu término. A União Europeia manifestou apoio à abertura do mercado. No entanto, as pesquisas de opinião indicaram que a ampla maioria da população a rejeitava. A proposta ocasionou protestos violentos, inclusive no Parlamento, que presenciou uma luta entre deputados durante o debate sobre a matéria.
Em maio de 2021, Zelensky sancionou a reforma agrária. O texto permitiu a compra e a venda de terras agrícolas, desde que entre pessoas físicas ou jurídicas ucranianas, nomeadamente os cidadãos, as entidades jurídicas, as comunidades territoriais (uma espécie de unidade administrativa) e o Estado. Foram impostas limitações sobre o domínio da propriedade: um único indivíduo não poderia possuir mais de 35% das terras agrícolas de uma comunidade territorial, 8% de um oblast ou 0,5% do território nacional. Apenas um referendo poderia permitir a atuação de cidadãos e empresas estrangeiras no mercado. Zelensky defendeu a nova legislação referindo que esta devolvia às comunidades o direito de dispor sobre suas terras. A reforma agrária, juntamente com a bancária, era um dos requisitos para a concessão de um empréstimo pelo Fundo Monetário Internacional.

#### Pandemia de COVID-19

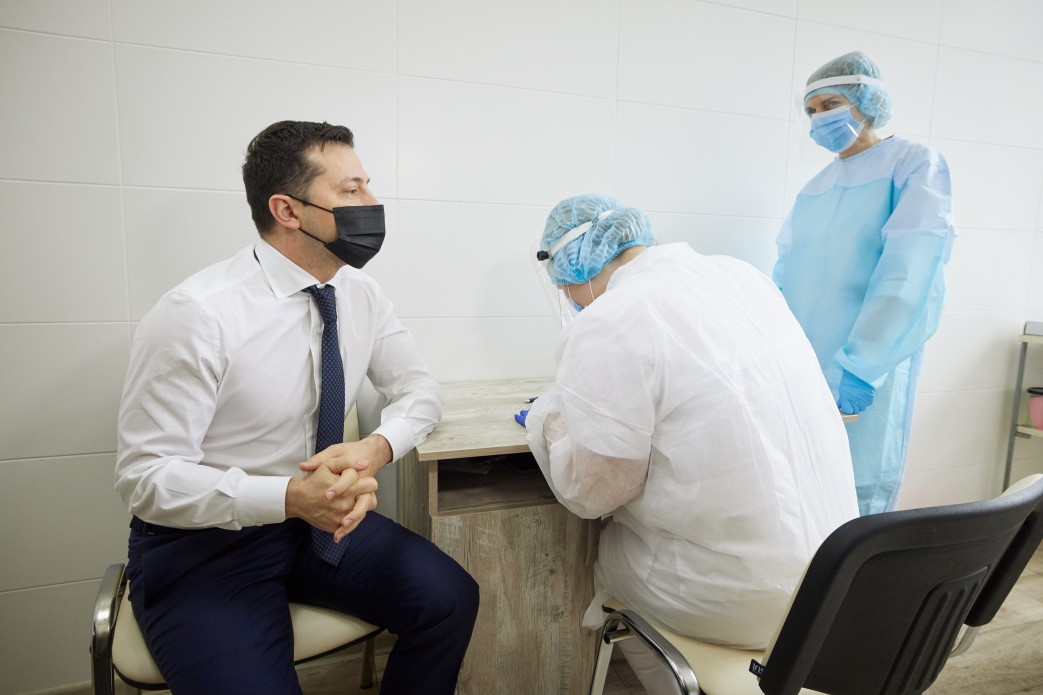
Zelensky foi vacinado contra a COVID-19 em março de 2021

Diante da pandemia de COVID-19, Zelensky determinou a introdução da quarentena e medidas de distanciamento social e de uso de máscaras. O presidente defendeu as ações como forma de salvaguardar as vidas e a economia. O modo de combater a pandemia foi semelhante ao adotado nos demais países europeus. Zelensky recusou-se a comprar a vacina russa Sputnik V, dizendo que sua efetividade não foi comprovada. O presidente foi vacinado com a vacina Oxford-AstraZeneca e incentivou a população a também ser imunizada, como forma de "nos permitir viver sem restrições novamente." No entanto, o ritmo da imunização era um dos menores da região, com metade dos habitantes recusando a vacina. Apenas 36% dos ucranianos estava completamente imunizado em fevereiro de 2022 e, na mesma época, o país havia registrado 112 mil mortos pela doença.

#### Reforma judicial
Zelenesky prometeu promover reformas no Poder Judiciário, visando garantir sua independência e o Estado de Direito, bem como combater a corrupção. As demandas para a concretização de tal reforma possuíam apoio do eleitorado e dos parceiros internacionais do país. Em novembro de 2019, sancionou uma lei modificando o processo de escolha dos membros da Alta Comissão de Qualificações Judiciais, responsável pela seleção de juízes e condução de processos disciplinares. Também reduziu o salário e o número de membros da Suprema Corte, de 200 para 100 magistrados. Foi formada ainda uma comissão junto ao Conselho Superior de Justiça para lidar com questões disciplinares envolvendo os integrantes da Suprema Corte e demais cortes superiores. A comissão poderia fiscalizar as atividades dos juízes e seus rendimentos e ativos financeiros. O Tribunal Constitucional anulou os efeitos da legislação pois julgou que suas disposições feriam a independência judicial.
Em março de 2021, Zelensky revogou a nomeação de dois magistrados da Corte Constitucional, inclusive a de Oleksandr Tupytsky, o presidente do tribunal que ocupava o cargo desde 2013. Tupytsky havia sido implicado em um escândalo de corrupção, com gravações que demonstrariam seu suposto envolvimento em esquemas de corrupção. Ainda assim, a autoridade do presidente para remover-lhe do cargo foi questionada. Nos meses anteriores, Zelensky e o Tribunal Constitucional estavam em conflito diante da decisão da corte de revogar normas que visavam impedir a corrupção de funcionários públicos. O impasse envolvendo o Poder Judiciário manteve-se nos meses seguintes e o presidente afirmou que continuaria tentando reformá-lo. Em julho, Zelensky sancionou a criação de um painel independente responsável pela nomeação de juízes.

#### Lei sobre adesoligarquização

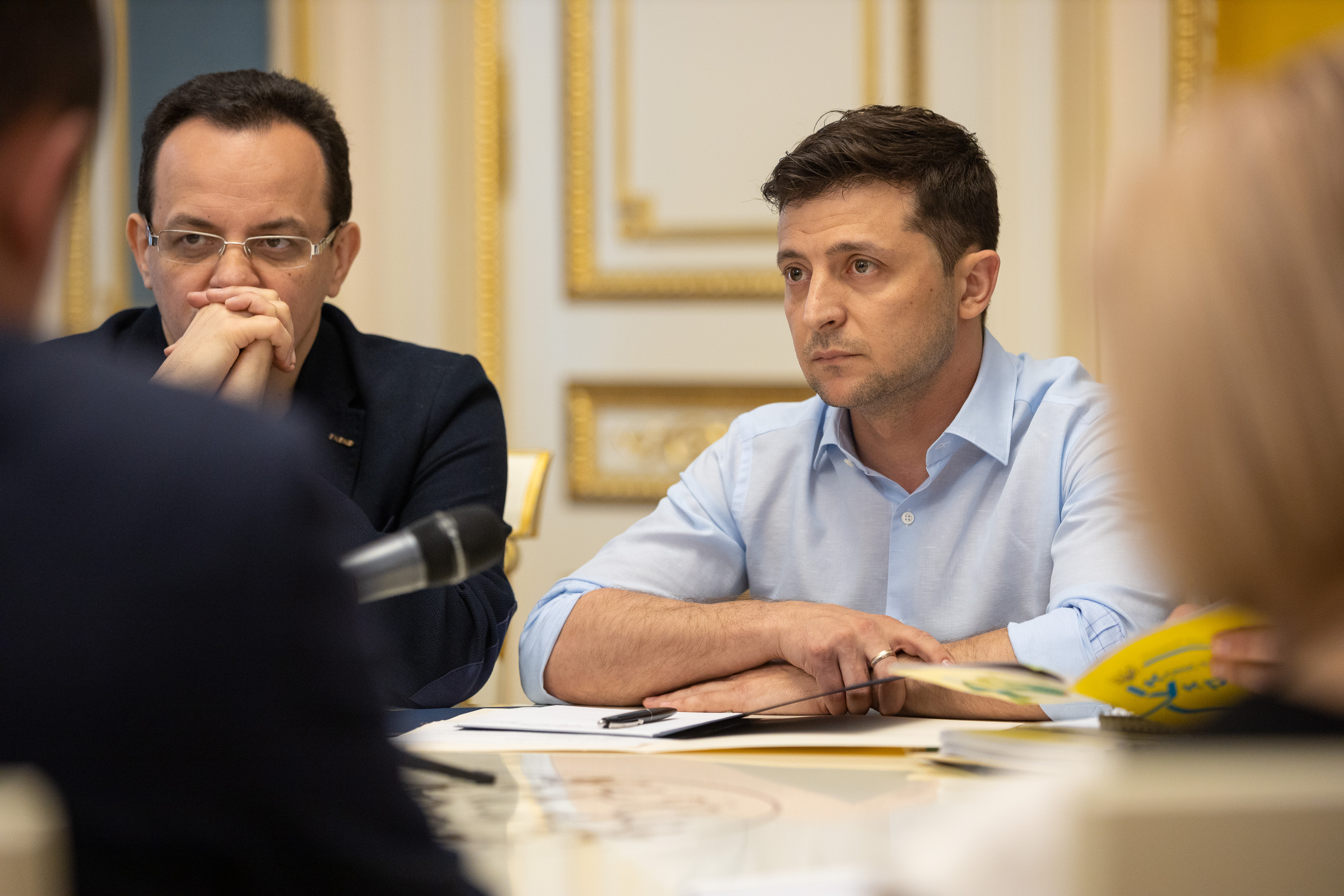
Zelensky durante reunião com a liderança do Conselho Supremo da Ucrânia

Em junho de 2021, Zelensky apresentou ao Parlamento uma versão inicial de um projeto de lei sobre a desoligarquização. O texto propunha proibir a participação de oligarcas nos processos de privatização de grandes empresas e obrigá-los a declarar seus bens. Igualmente, não poderiam contribuir monetariamente para apoiar partidos políticos. Zelensky afirmou que o objetivo final de sua presidência era "destruir a ordem oligárquica tradicional" e a substituir por um sistema mais junto. O The Guardian registrou, entretanto, que a ligação entre o presidente e oligarcas era controversa. Desde seu ingresso na política, Zelensky foi questionado por suas relações com o bilionário Igor Kolomoisky, dono do canal de TV em que trabalhava. A oposição alegou que o bilionário transferiu, entre 2012 a 2016, 41 milhões de dólares a Zelensky e pessoas próximas. Na mesma época da propositura do projeto de lei, auditores da União Europeia atestaram que a corrupção permanecia generalizada na Ucrânia.
Em outubro de 2021, o projeto de lei sobre a desoligarquização foi aprovado. No dia anterior, o assessor e amigo de Zelensky, Serhiy Shefir, sobreviveu a uma tentativa de assassinato. O governo alegou que a tentativa poderia estar relacionada com a reforma proposta pelo presidente. Em novembro, sancionou o projeto e, ao fazê-lo, declarou: "Democracia é lei e igualdade. Sancionei uma lei antioligárquica que muda radicalmente a relação entre o grande capital e os políticos. Agora todos os atores econômicos serão iguais perante a lei e não poderão comprar privilégios políticos para si. Não vamos permitir que infrinjam a lei!"

#### Outras medidas
Zelensky endossou o plano de legalizar os jogos de azar na Ucrânia. Quando os legisladores fracassaram em regular a indústria, o presidente ordenou o fechamento de todas as casas de jogos. Em agosto de 2020, o Parlamento aprovou a legalização dos jogos de azar por 248 votos a 95 e Zelensky sancionou a medida logo a seguir.
Em janeiro de 2020, Zelensky foi criticado por realizar uma viagem secreta para Omã, a qual aparentemente era uma mescla de férias pessoais e assuntos de governo. A presidência da Ucrânia alegou que a viagem foi paga pelo próprio governo, o que não o impediu de ser criticado pela falta de transparência, a qual foi comparada com uma viagem de Petro Poroshenko às Maldivas. Na época, Zelensky criticou Poroshenko.

### Política externa

#### Conflito de Donbas

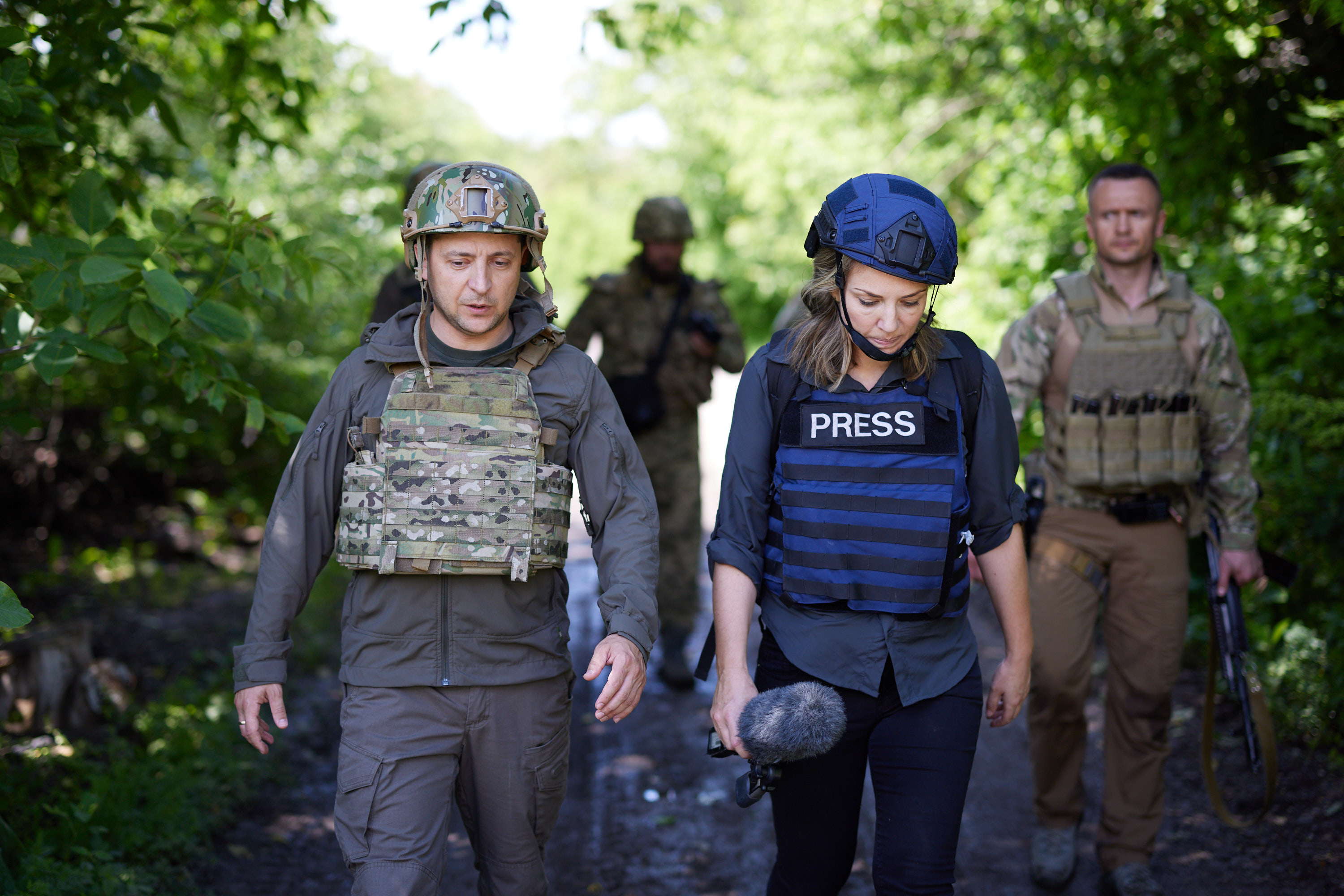
Zelensky na região de Donetsk

Ainda antes de iniciar sua presidência, Zelensky afirmou que tentaria acabar com a guerra no Leste da Ucrânia negociando diretamente com a Rússia, argumentando que os líderes da República Popular de Donetsk e da República Popular de Luhansk eram "marionetes" da Rússia e, portanto, não faria sentido dialogar com eles. Não descartou convocar um referendo para decidir a questão. Afirmou que era contrário à concessão de um "status especial" para Donbass e que não anistiaria os militares da DPR e da LPR. Quanto ao presidente russo Vladimir Putin, classificou-o como um "inimigo" e declarou que a "fronteira é a única coisa que a Rússia e a Ucrânia possuem em comum."
Em junho de 2019, Zelensky nomeou o ex-presidente Leonid Kuchma como representante no Grupo de Contato Trilateral sobre a Ucrânia, responsável por buscar um acordo sobre o conflito. Em julho, teve sua primeira conversa telefônica com Putin, durante a qual instou o líder russo a ingressar em negociações mediadas por países europeus. Em outubro, Zelensky anunciou um acordo preliminar com os separatistas, segundo o qual o governo ucraniano respeitaria as eleições realizadas nas regiões em troca da retirada das tropas não declaradas da Rússia. O acordo foi fortemente criticado por políticos e pela população. Os opositores observaram que as eleições realizadas em Donbas provavelmente não seriam livres e justas e que seria impossível garantir que os russos cumprissem com o acordo. Zelensky defendeu o acordo afirmando que as eleições só seriam realizadas com a retirada das tropas russas.
O início da retirada das tropas ucranianas e dos separatistas na região de Donbas teve início em outubro de 2019. Nos meses seguintes, a retirada de tropas foi continuada e houve a troca de prisioneiros de guerra entre os ucranianos e os separatistas. A pandemia de COVID-19 deteriorou as condições de vida na zona de conflito e combates aumentaram em março de 2020, com dezenove civis mortos, mais do que nos cinco meses anteriores combinados. Em julho, um cessar-fogo foi declarado após a vigésima nona tentativa. Zelensky admitiu que o processo de pacificação estava mais lento que o esperado, mas alegou que existia uma alta chance de encerrar a guerra ainda em 2020.

#### União Europeia e OTAN

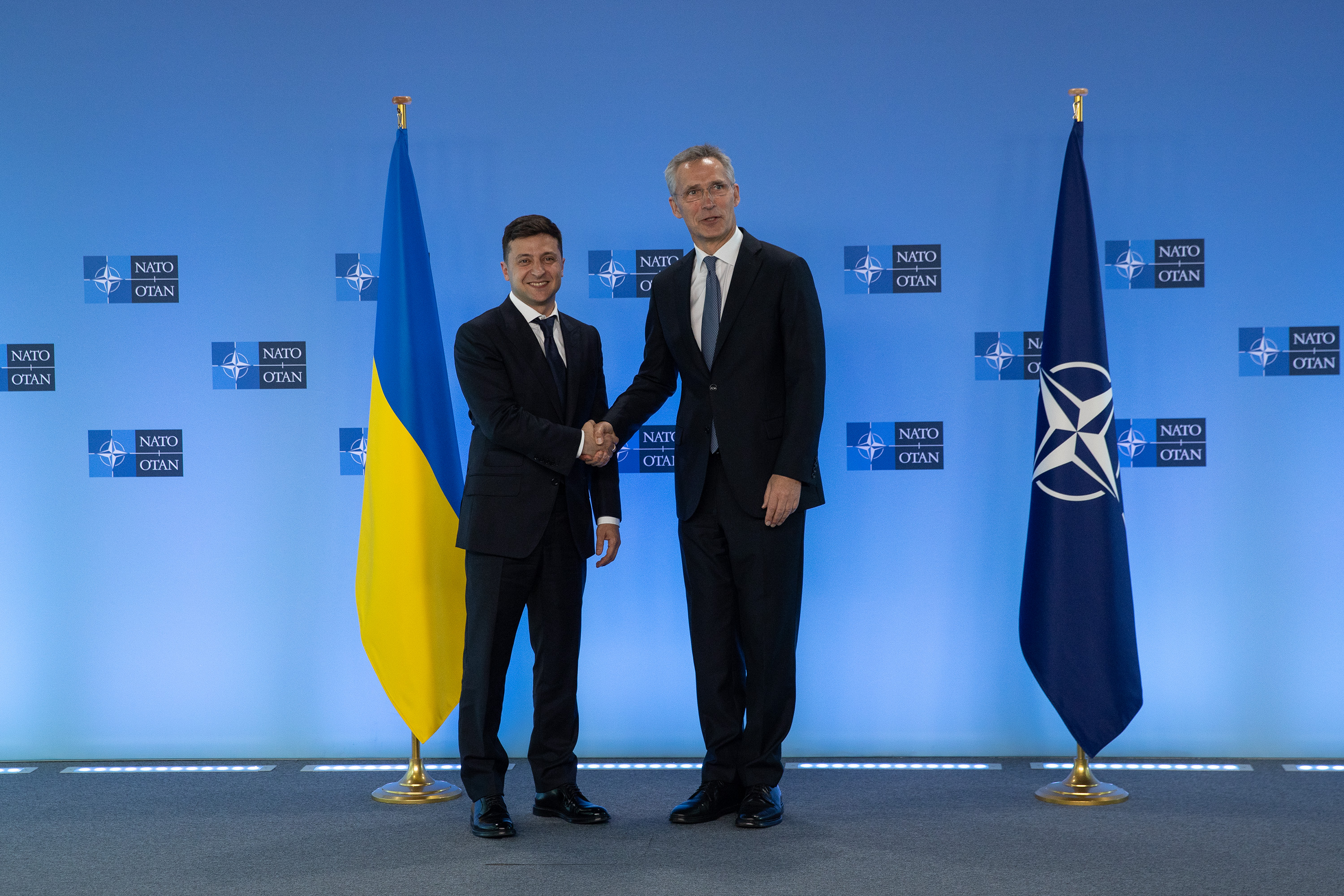
Zelensky com Jens Stoltenberg, secretário-geral da OTAN, em 2019

Em fevereiro de 2019, a Constituição da Ucrânia foi emendada para estabelecer o ingresso na União Europeia e na Organização do Tratado do Atlântico Norte como "objetivos estratégicos". Anteriormente, a entrada na UE foi considerada uma meta a longo prazo, conforme previsão do ex-presidente da Comissão Europeia, Jean-Claude Juncker, que estimou em 2016 que o ingresso da Ucrânia na organização só ocorreria em 20-25 anos. Após ser empossado, Zelensky empreendeu esforços para que este fim fosse atingido. Em julho de 2020, Zelensky ratificou a participação do país no Triângulo de Lublin, uma aliança regional com a Lituânia e a Polônia que visa apoiar a integração ucraniana na UE. Em 2021, a União Europeia reconheceu que existiam "perspectivas" para a adesão da Ucrânia.
Em 2020, a OTAN reconheceu a Ucrânia como um país parceiro de oportunidade aprimoradas, permitindo o aprofundamento da cooperação com seus países membros. Em setembro, Zelensky aprovou a nova Estratégia de Segurança Nacional da Ucrânia, estabelecendo as bases para uma parceria com a OTAN, com o objetivo final de aderir a organização. Em junho de 2021, as forças armadas da Ucrânia e da OTAN realizaram exercícios navais conjuntos no Mar Negro.

#### Escândalo Trump-Ucrânia de 2019
Em setembro de 2019, a imprensa norte-americana relatou que o presidente Donald Trump impediu a transferência de 400 milhões de dólares à Ucrânia, a título de ajuda militar, a fim de pressionar Zelensky a investigar supostas irregularidades de Joe Biden e seu filho Hunter Biden, que integrou o conselho da empresa ucraniana de gás natural Burisma Holdings. Trump e Zelensky haviam se comunicado em julho de 2019, por meio de um telefonema, no qual o presidente norte-americano afirmou: "[...] Outra coisa, há muita conversa sobre o filho de Biden, de que Biden parou a acusação e muitas pessoas querem descobrir mais sobre isso, então o que você puder fazer com o procurador-geral seria ótimo. Biden se gabou de ter parado a promotoria, então se você puder investigar. Parece horrível pra mim." O telefonema causou um escândalo político nos Estados Unidos e gerou o primeiro impeachment de Trump. Zelensky negou ter sido pressionado por Trump e declarou que não desejava interferir em uma eleição estrangeira.

#### Crise russo-ucraniana desde 2021

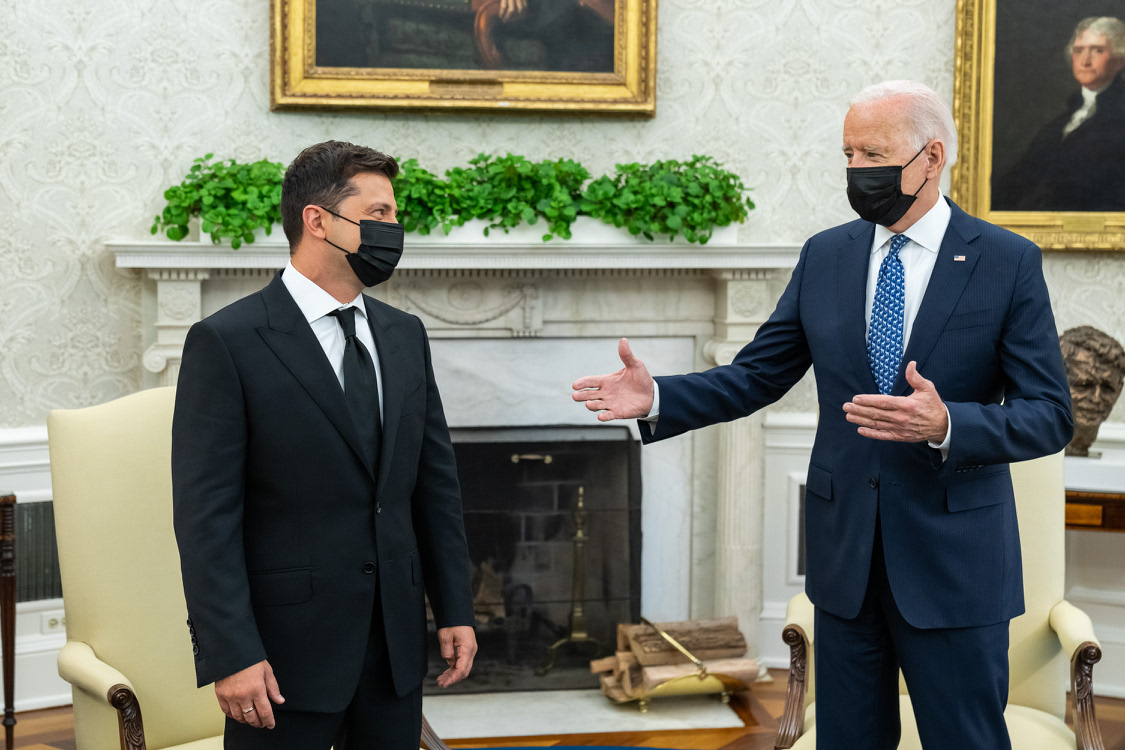
Zelensky e o presidente Joe Biden na Casa Branca, em 2021

Em abril de 2021, em resposta ao aumento da presença militar da Rússia na fronteira, Zelensky conversou com o presidente norte-americano Joe Biden e instou os membros da OTAN a acelerarem o pedido de adesão da Ucrânia. Em novembro, acusou a Rússia e o oligarca ucraniano Rinat Akhmetov de apoiar um plano para derrubar seu governo. Nos meses a seguir, a Rússia aumentou consideravelmente a quantidade de tropas nas fronteiras com a Ucrânia. Em dezembro, foi estimado que existiam 70 mil soldados russos estacionados na região; em fevereiro, o número mais que dobrou, para aproximadamente 150 mil, de acordo com estimativa dos EUA. O governo dos EUA alertou que a Rússia buscava invadir a Ucrânia; os russos, entretanto, garantiam que tratava-se meramente de um exercício militar com Belarus.
Em meados de janeiro de 2022, Zelensky tentou acalmar a população de seu país, afirmando que os ucranianos não deveriam entrar em pânico e apelou aos meios de comunicação para serem "métodos de informação em massa e não histeria em massa." Zelensky pediu ao Ocidente que não criasse um "pânico" em seu país sobre uma possível invasão russa, acrescentando que os constantes avisos de uma ameaça "iminente" de invasão estavam colocando em risco a economia da Ucrânia. Quando o presidente Biden tornou a repetir o aviso de que a invasão era "iminente", Zelensky afirmou que o homólogo norte-americano estava criando um pânico desnecessário.
Nas primeiras horas de 24 de fevereiro, pouco antes do início da invasão russa, Zelensky gravou um discurso aos cidadãos da Ucrânia e da Rússia. Em parte do discurso, falou em russo ao povo da Rússia, apelando para que pressionem a liderança do seu país a evitar a guerra. Também refutou as alegações do governo russo sobre a presença de neonazistas no governo ucraniano e afirmou que não tinha intenções de atacar a região de Donbas, destacando suas conexões pessoais com a área.

#### Invasão russa em 2022
Na manhã de 24 de fevereiro, Putin anunciou que a Rússia estava iniciando uma "operação militar especial" em Donbas. Mísseis russos atingiram vários alvos militares na Ucrânia, e Zelensky declarou lei marcial. Zelensky também informou que as relações diplomáticas com a Rússia estavam sendo rompidas e, no final do dia, decretou uma mobilização geral. Zelensky alegou que seus serviços de inteligência o identificaram como o principal alvo da invasão, declarando: "o inimigo me marcou como alvo número um; minha família como alvo número dois. Eles querem destruir a Ucrânia politicamente destruindo o chefe de Estado." Nos dias seguintes, sobreviveu a três tentativas de assassinato: duas perpetradas pelo Grupo Wagner e a uma pelo Kadyrovtsy.

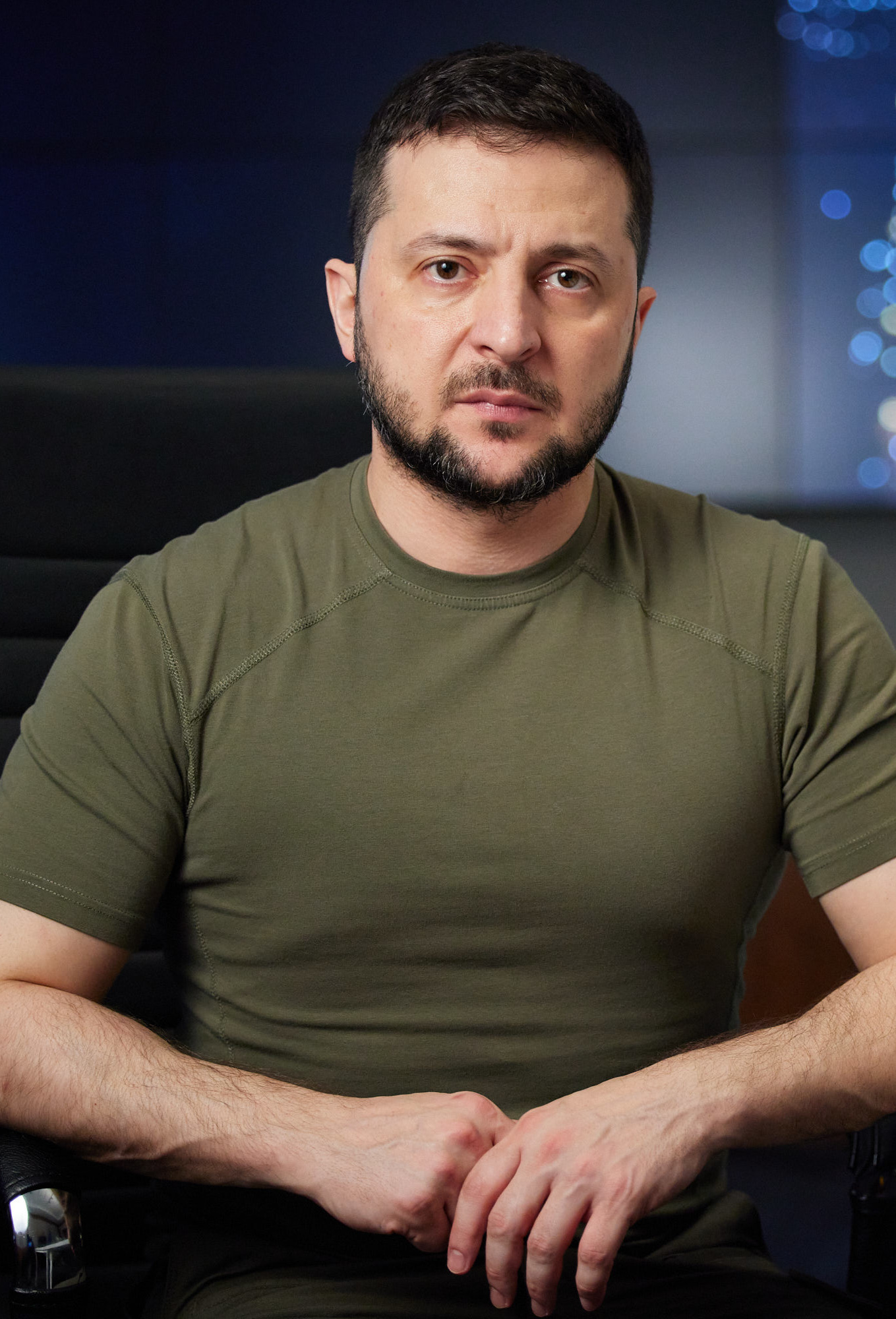
Zelensky em abril de 2022

Nas primeiras horas de 26 de fevereiro, durante o ataque mais significativo das tropas russas à capital Kiev, o governo dos Estados Unidos e o presidente turco Recep Tayyip Erdoğan instaram Zelensky a evacuar para um local mais seguro, e ambos ofereceram assistência para tal esforço. O presidente ucraniano recusou as ofertas e optou por permanecer em Kiev com suas forças de defesa, dizendo que "a luta é aqui [em Kiev]; preciso de munição, não de uma carona."
No início da invasão, o serviço de inteligência norte-americano estimou que Kiev passaria ao controle dos russos em 96 horas. Putin também esperava uma ação militar rápida que resultasse na rendição da Ucrânia. No entanto, a resistência das Forças Armadas e da população civil ucranianas surpreendeu os russos e os aliados da OTAN, além de sancionarem economicamente a Rússia, providenciaram auxílio militar, financeiro e humanitário à Ucrânia. A OTAN se negou a intervir diretamente, apesar dos pedidos de Zelensky para que estabelecesse uma zona de exclusão aérea sobre seu país.
Zelensky ganhou reconhecimento mundial como um líder de guerra durante a invasão russa; o historiador Andrew Roberts comparou-o a Winston Churchill. A Harvard Political Review escreveu que Zelensky "aproveitou o poder das mídias sociais para se tornar o primeiro líder de guerra verdadeiramente online da história, ignorando os guardiões tradicionais enquanto usa a internet para alcançar as pessoas." Zelensky foi classificado ainda como um "herói nacional" ou "herói global" por outros comentaristas, incluindo em publicações de The Hill, Deutsche Welle, Der Spiegel, USA Today e The Forward. O nível de apoio ao presidente entre os ucranianos foi auferido em 91% em 28 de fevereiro; antigos políticos críticos ao governo elogiaram sua atuação durante a invasão.
Em 23 de março, Zelensky estava pedindo aos russos que emigrassem da Rússia para não financiar a guerra na Ucrânia com seus impostos. Em março de 2022, Zelensky apoiou a suspensão de 11 partidos políticos ucranianos com laços com a Rússia: o Partido Socialista da Ucrânia, Derzhava, Oposição de Esquerda, Nashi, Bloco de Oposição, Plataforma de Oposição — Pela Vida, Partido de Shariy, Partido Socialista Progressista da Ucrânia, União dos Esquerdistas e o Bloco Volodymyr Saldo. O Partido Comunista da Ucrânia, outro partido pró-Rússia, já havia sido banido em 2015 por causa de seu apoio aos separatistas de Donbas. Zelensky também apoiou a consolidação de todas as estações de notícias da TV em uma única transmissão de notícias 24 horas, administrada pelo estado da Ucrânia.
A 24 de agosto de 2023, foi agraciado com o grau de Grande-Colar da Ordem da Liberdade, de Portugal, tendo recebido a condecoração apenas de forma protocolar, durante a visita à Ucrânia do Presidente da República Portuguesa, Marcelo Rebelo de Sousa, uma vez que Zelensky se recusa a receber condecorações pessoalmente por respeito ao sofrimento do povo ucraniano durante a invasão russa.